# セント・ニコラス・パーク

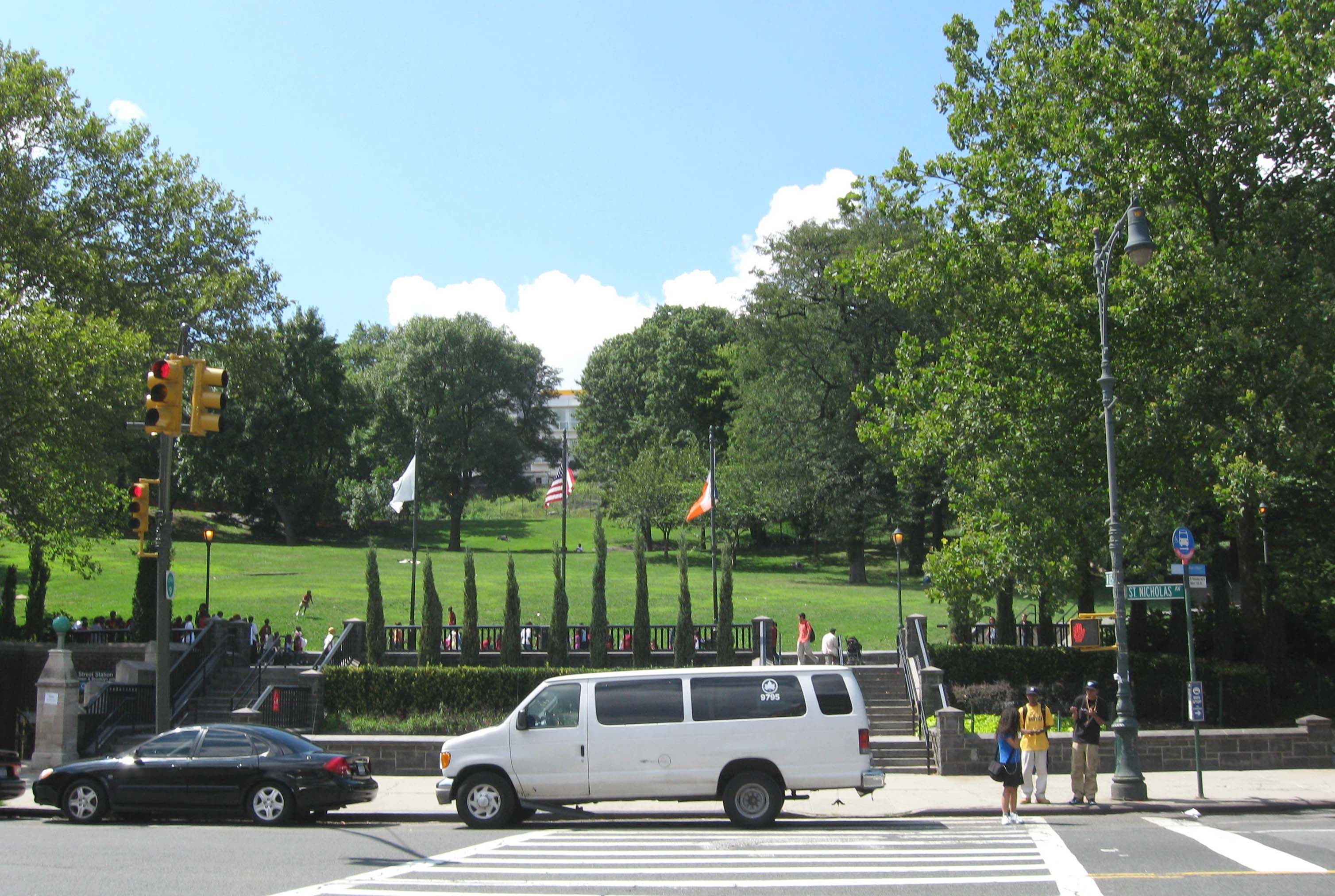
135丁目の入り口

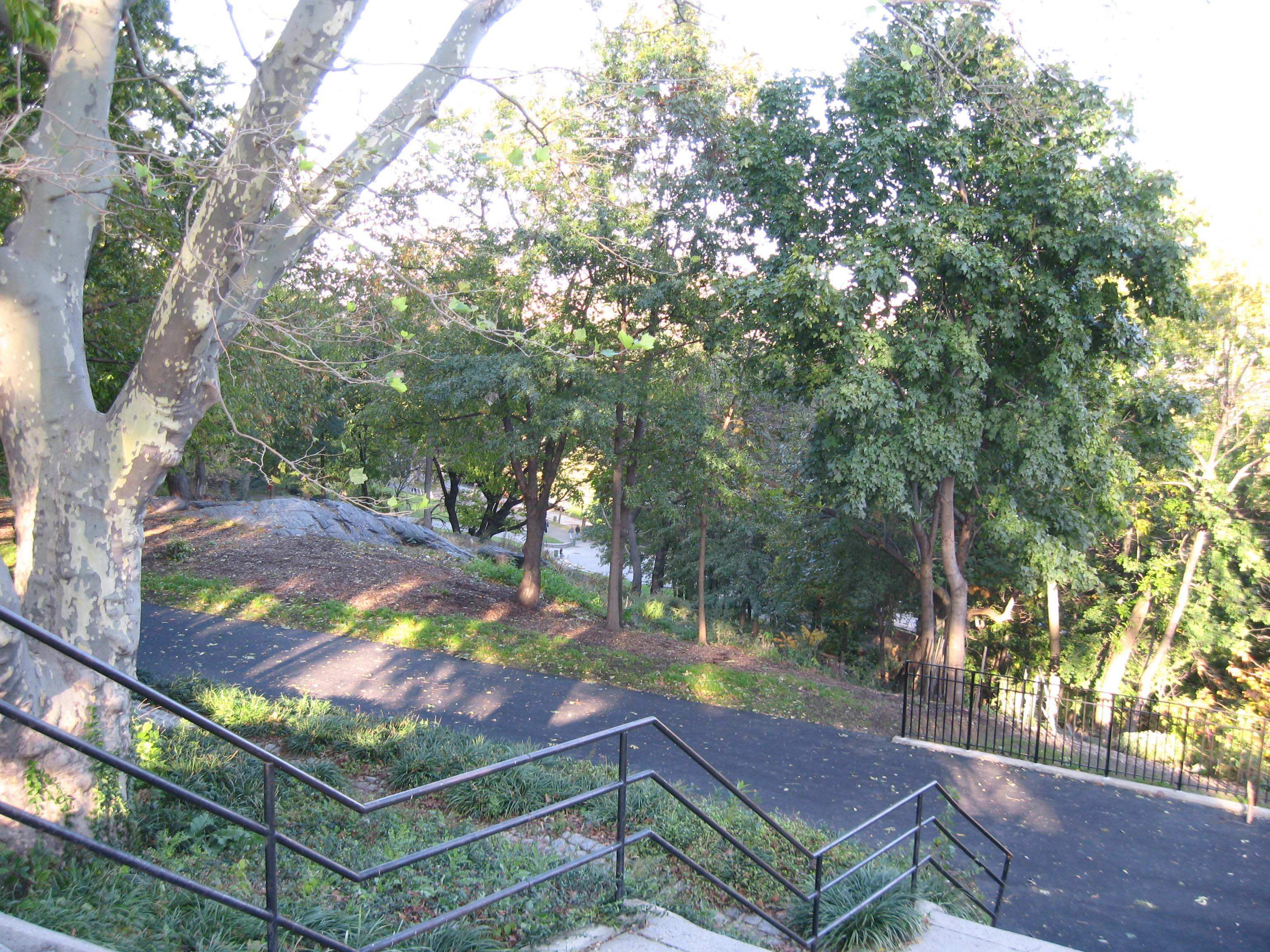
セント・ニコラス・テラスからの眺め

セント・ニコラス・パーク (Saint Nicholas Park) はニューヨーク市の公営公園である。マンハッタン区ハーレムにありハミルトン・ハイツとマンハッタンヴィルが交差する地区に位置する。 

## 概要
この公園の広さはおよそ93,000 m²で、北は141丁目から南は128丁目、西はセント・ニコラス・テラスから東はセント・ニコラス・アベニューの間に挟まれている。有名なシェパード・ホールを含むニューヨーク市立大学シティ・カレッジのキャンパスの多くはセント・ニコラス・テラスを挟んで隣接している。木々の豊かな公園で、施設としてバスケットボールコート、遊び場、ウォールハンドボールコート、ドッグパーク、およびニューヨーク市公園・保養局指定のバーベキュー場が備えられている。他の見どころとしてはマンハッタン片岩の岩層や渡りの時期にフサフジウツギの花に群がるオオカバマダラなどがある。
最寄り駅は、ニューヨーク市地下鉄125丁目駅（A B C D系統）、135丁目駅（A B C系統）、または145丁目駅（A B C D系統）である。

## 歴史
この土地は最初、クロトン水道の土地収用によって1895年に取得された。さらに追加で土地を確保した後、1906年に公園の建設が始まった。この公園の名前は、アムステルダムの守護聖人であった聖ニコラスの名前を冠した通りに東西で挟まれているところ来ている。彼の肖像が最初のオランダ人の入植者たちをニューアムステルダムへ運んだ船の一つを飾っていた。公園管理委員のen:Samuel Parsons自身がこの公園を設計した。この公園は次に1909年に拡張され、南端が128丁目となった。1931年、遊び場が129丁目沿いに開設された。新しい遊び場は1965年にこの場所に設置された。アレクサンダー・ハミルトンの歴史的家屋、ハミルトンハウスが2008年にセント・ニコラス・パークの北側、141丁目に面して移設された。